# Конайнг мак Флайнн
Конайнг мак Флайнн (др.‑ирл. Conaing mac Flainn; умер в 849) — король Наута (Северной Бреги) и всей Бреги (839—849) из рода Сил Аэдо Слане.

## Биография
Конайнг был сыном правителя Наута и короля всей Бреги Флана мак Конгалайга, умершего в 812 году. Он принадлежал к Уи Хонайнг, одной из двух основных ветвей рода Сил Аэдо Слане.
После смерти короля Фланна мак Конгалайга Северной Брегой один за одним правили два его брата, Кернах и Куммасках. После смерти последнего в 839 году власть над Наутом перешла к Конайнгу мак Флайнну. Одновременно он получил и титул короля всей Бреги. Первоначально семейные владения Уи Хонайнг располагались к северу от реки Лиффи, однако к первой половине IX века территория Северной Бреги была расширена за счёт завоевания земель кианнахты , лежавших к югу от Бойна. Резиденция правителей Наута находилось на территории одноимённого древнеирландского кургана.
В 841 году против Конайнга мак Флайнна поднял мятеж его родственник, Аэд мак Дунхада, но он был убит сторонниками короля в присутствии самого монарха. Конайнг скончался в 849 году. В сообщениях ирландских анналов об этом событии он назван «королём Бреги». Это первый случай употребления такого титула с 771 года.
Преемником Конайнга мак Флайнна на престоле Наута был его сын Кинаэд. Ещё один сын Конайнга, Фланн, также был королём всей Бреги. Матерью обоих сыновей Конайнга была неизвестная по имени дочь верховного короля Ирландии Ниалла Калле.